# Xylocaris oculata
Xylocaris oculata är en skalbaggsart som beskrevs av Dupont 1834. Xylocaris oculata ingår i släktet Xylocaris och familjen långhorningar.
Artens utbredningsområde är:
- Paraguay.
- Uruguay.

Inga underarter finns listade i Catalogue of Life.